# Борщівська сільська рада (Перемишлянський район)
| Борщівська сільська рада — колишній орган місцевого самоврядування у Перемишлянському районі Львівської області з адміністративним центром у с. Борщів. Історична дата утворення: в 1940 році. Водоймища на території, підпорядкованій даній раді: річка Гнила Липа. Сільській раді були підпорядковані населені пункти: - с. Борщів - с. Виписки - с. Ладанці - с. Пнятин |

## Склад ради
Рада складалася з 18 депутатів та голови.

### Керівний склад ради
| ПІБ                         | Основні відомості                                                                | Дата обрання | Дата звільнення |
| --------------------------- | -------------------------------------------------------------------------------- | ------------ | --------------- |
| Дух Станіслав Станіславович | Сільський голова, 1984 року народження, освіта, член Української Народної Партії | 26.03.2006   | 31.10.2010      |
| Дух Степан Станіславович    | Сільський голова, 1962 року народження, освіта вища, безпартійний                | 31.10.2010   |                 |

Примітка: таблиця складена за даними джерела